# Ovophis monticola
Ovophis monticola е вид змия от семейство Отровници (Viperidae).

## Разпространение
Видът е разпространен в Бангладеш, Виетнам, Индия, Индонезия (Суматра), Китай, Лаос, Малайзия, Мианмар, Непал, Провинции в КНР, Тайван, Тайланд и Хонконг.